# Coxa

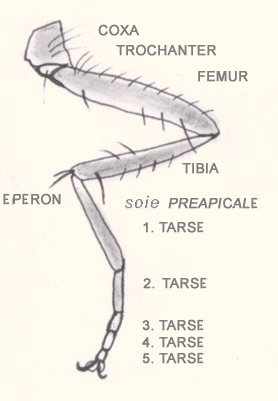
Diagramme d'une patte d'insecte.

La coxa, qui signifie hanche en latin, est la partie échancrée d'un des segments du thorax, à la base de la patte des arthropodes.
C'est aussi le premier élément du pédipalpe des araignées.